# Circonscription de Kelafo
La circonscription de Kelafo est une des 23 circonscriptions législatives de l'État fédéré Somali, elle se situe dans la Zone Gode. Son représentant actuel est Korfa Garne.